# Berthold Gamer
Berthold Gamer (* 27. März 1914 in Heidelberg; † 29. Oktober 1966 in Bad Soden) war ein deutscher Offizier (Major a. D.) und Manager. Er war 1965 Vorstandsvorsitzender des Elektrokonzerns AEG.

## Leben
Gamer wurde als Sohn eines Juristen geboren. Nach dem Abitur trat er in die Reichswehr ein. Er diente im Zweiten Weltkrieg u. a. als Abteilungskommandeur beim Artillerie-Regiment 178. Gamer wurde u. a. mit dem Deutschen Kreuz in Gold (1942) und dem Ritterkreuz des Eisernen Kreuzes (1943) ausgezeichnet. Mit dem Dienstgrad eines Majors schied er aus der Wehrmacht aus.
Nach dem Krieg studierte er Betriebswirtschaft an der Wirtschaftshochschule Mannheim (Diplom-Kaufmann 1949). 1949 trat er bei Naphtol-Chemie Offenbach ein. 1952 ging er nach Frankfurt am Main, wo er in die Verwaltung der Farbwerke Hoechst wechselte. Er war zunächst Assistent der Finanzdirektion, dann Mitglied des Vorstandes (Finanz- und Rechnungswesen). 1963 wurde er stellvertretender Vorstandsvorsitzender und 1965 Vorstandsvorsitzender von AEG in Frankfurt am Main.
Er gehörte u. a. den Aufsichtsräten der Commerzbank AG, der Knapsack-Griesheim AG und der Ruhrchemie an.
Im Jahre 1966 verstarb er nach einer Operation.